# Schorbach
Schorbach is een gemeente in het Franse departement Moselle (regio Grand Est) en telt 621 inwoners (1999). De plaats maakt deel uit van het arrondissement Sarreguemines.

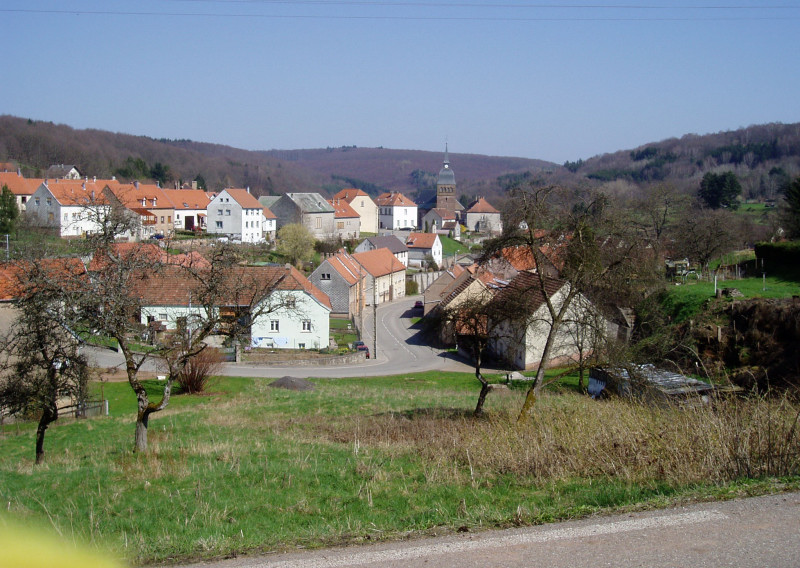
Schorbach
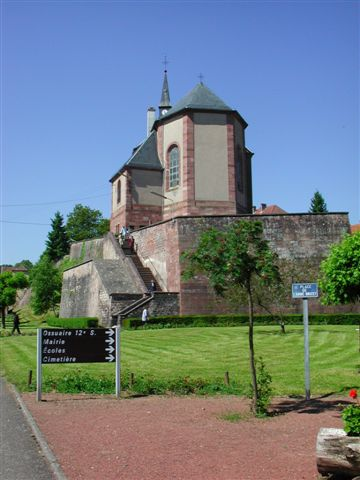
Kerk van Schorbach
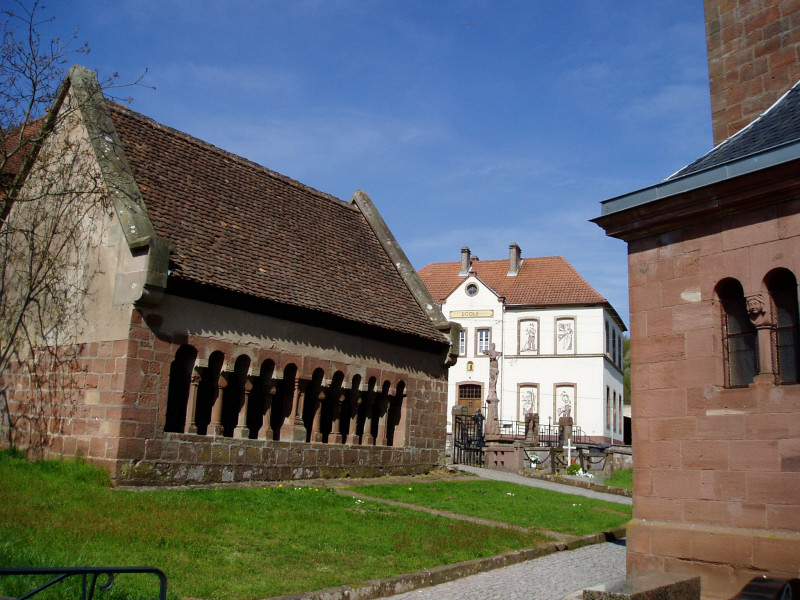
Ossuarium

## Geografie
De oppervlakte van Schorbach bedraagt 13,2 km², de bevolkingsdichtheid is 47,0 inwoners per km².
De onderstaande kaart toont de ligging van Schorbach met de belangrijkste infrastructuur en aangrenzende gemeenten.

## Demografie
Onderstaande figuur toont het verloop van het inwonertal (bron: INSEE-tellingen).